# Kesebolita-(Ce)
La kesebolita-(Ce) és un mineral de la classe dels silicats. Rep el nom de la mina Kesebol, a Suècia, la seva localitat tipus.

## Característiques
La kesebolita-(Ce) és un silicat de fórmula química CeCa₂Mn(AsO₄)(SiO₃)₃. Va ser aprovada com a espècie vàlida per l'Associació Mineralògica Internacional l'any 2020. Cristal·litza en el sistema monoclínic. La seva duresa a l'escala de Mohs es troba entre 5 i 6.
L'exemplar que va servir per a determinar l'espècie, el que es coneix com a material tipus, es troba conservat a les col·leccions mineralògiques del Museu Suec d'Història Natural, situat a Estocolm (Suècia), amb el número de col·lecció: geo-nrm #20100343.

## Formació i jaciments
Va ser descoberta a Suècia, a la mina Kesebol, situada dins el jaciment de Strandhem, a la oocalitat d'Åmål (comtat de Västra Götaland), on es troba en forma de cristalls prismàtics curts al llarg de c, amb estriació longitudinal; i com cristalls euèdrics de fins a 3 mm. Aquesta mina sueca, un gran dipòsit de Mn-Fe-Cu, és l'únic indret de tot el planeta on ha estat descrita aquesta espècie mineral.